# Thrips hawaiiensis
Thrips hawaiiensis är en insektsart som först beskrevs av Gary Scott Morgan 1913.  Thrips hawaiiensis ingår i släktet Thrips och familjen smaltripsar. Inga underarter finns listade i Catalogue of Life.